# Hoikanjärvi (sjö i Finland, Kajanaland, lat 64,42, long 28,90)
Hoikanjärvi är en sjö i Finland. Den ligger i kommunen Kuhmo i landskapet Kajanaland, i den centrala delen av landet, 500 km norr om huvudstaden Helsingfors. Hoikanjärvi ligger 214 meter över havet. Den ligger vid sjön Suiisenjärvi. Den är 6 meter djup. Arean är 30,9 hektar och strandlinjen är 5,12 kilometer lång. Sjön  ingår i Uleälvens huvudavrinningsområde. 